# Zagrebačka povorka ponosa
Zagrebačka povorka ponosa godišnja je manifestacija je koja se od 2002. godine održava u Zagrebu kao povorka ponosa, te pridruženog programa. Radi se o javnom okupljanju u znak sjećanja na stonvolske nemire, odnosno simboličnog početka suvremenog LGBT-ovskog pokreta u SADu i indirektno u svijetu. Tradicionalno se održava u subotu najbližu 28. lipnju. Ovakve povorke u Republici Hrvatskoj održavaju se od 2011. i u Splitu, te su slične održane i u Osijeku i Rijeci.

## Povijest

### Gay Pride Zagreb 2002.
Prva povorka ponosa održana je 29. lipnja 2002. u organizaciji lezbijske organizacije Kontra, Centra za prava seksualnih i rodnih manjina Iskoraka, te u partnerstvu s Multimedijanim institutom tj. klubom net kulture MaMa. Slogan povorke glasio je Iskorak Kontra predrasuda, čime se javnost željelo upozoriti na sustavnu diskriminaciju i kršenje ljudskih prava seksualnih manjina u Hrvatskoj. Bio je to prvi veći događaj u Hrvatskoj na kojem su LGBT osobe istupile u javnosti. U povorci je sudjelovalo oko 200 osoba. 
Sudionici su bili izloženi verbalnom nasilju te je na njih bačen i suzavac. Uoči, tijekom i nakon održavanja manifestacije ozlijeđene su 32 osobe, od toga nekoliko teže, a policija je privela 27 osoba. Povorci su prisustvovali članovi državnog vrha, primjerice tadašnji ministar unutarnjih poslova Šime Lučin, saborske zastupnice Đurđa Adlešič, Vesna Pusić i Sanja Kapetanović, kao i zastupnik iz redova talijanske manjine Furio Radin te visoki povjerenik UN-a za ljudska prava u Hrvatskoj Juan Pablo Ordonez.
Prvom povorkom ponosa u Hrvatskoj započela je nova etapa LGBT-ovskog aktivizma. Prema riječima tadašnjeg dopredsjednika Iskoraka zauvijek se promijenio položaj LGBT zajednice u hrvatskom društvu:

### Zagreb Pride 2003.
Druga povorka ponosa održana je 28. lipnja 2003. u organizaciji lezbijske grupe Kontre i Centra za prava seksualnih i rodnih manjina Iskoraka. Njezin slogan glasio je Opet ponosno te je bila posvećena uvođenju antidiskriminacijskih odredaba u hrvatske zakone i izmjenama Obiteljskog zakona.

### Povorka ponosa 2004.
Treći Zagreb Pride održan je 19. lipnja 2004. u organizaciji lezbijske grupe Kontre pod sloganom Vive la différence (franc. "živjela različitost"). Teme povorke bile su diskriminacija transrodne populacije i homofobne izjave nekih katoličkih svećenika. Po prvi put povorku su podržale osobe ili skupine iz estradnog života, primjerice Nina Violić, Dunja Knebl, E.N.I. i Lollobrigida.

### Zagreb Pride 2005.
Unatoč organizacijskim problemima četvrta povorka ponosa održana je 10. srpnja 2005. pod sloganom Ponosni/e zajedno. Organizirale su je neformalne feminističke grupe Epikriza uz potporu lezbijske grupe Kontre i Centra za mirovne studije kao podrška Zakonu o registriranom partnerstvu.

### Internacionala Pride 2006.
Peta povorka ponosa održana je 24. lipnja 2006. pod sloganom, Živ(j)eti slobodno!, odnosno na temu slobode okupljanja. Bila je to i prva povorka međunarodnog karaktera koja je organizirana u znak podrške sudionicima iz zemalja u kojima se takve povorke ne mogu organizirati ili su čak zabranjene. Na manifestaciji su se okupili predstavnici iz 13 zemalja, primjerice iz Hrvatske, Poljske, Slovenije, Latvije, Srbije i Rumunjske u kojima je prethodno održana barem jedna povorka te iz Makedonije, Bosne i Hercergovine, Slovačke, Albanije, Bugarske, Kosova i Litve u kojima se do tog trenutka nisu održale povorke.

### Povorka ponosa 2007.
Šesta manifestacija održana je 7. srpnja 2007. pod sloganom Svi na Pride! Sve na Pride!. Tema povorke bili su pravo seksualnih manjina na vidljivost u društvu te na izražavanje identiteta bez straha od diskriminacije i zlostavljanja. Ruta povorke prvi je put započela na tadašnjem Trgu maršala Tita, dok se središnji program održao na Trgu Petra Preradovića. Dvadesetak sudionika povorke napadnuto je nakon njezina završetka, a policija je uhitila više osoba.

### Povorka ponosa 2008.
Sedmi Zagreb Pride održan je 28. lipnja 2008. na temu snage zajedništva. Slogan povorke glasio je Imaš hrabrosti!. Po prvi je put logističku podršku autonomnom organizacijskom odboru pružila udruga Zagreb Pride. Povorka je prošla bez izgreda, dok su se pojedinačni napadi dogodili nakon završetka manifestacije.

### Povorka ponosa 2009.
Osma povorka ponosa održana je 13. lipnja 2009. pod sloganom Zagreb Pride za otvoreni grad - sudjeluj. Tijekom povorke održao se i prosvjed protivnika Zagreb Pridea. Nakon povorke jedna je osoba teže ozlijeđena, a policija je privela nekoliko osoba.

### Povorka ponosa 2010.
Deveta povorka ponosa održana je 19. lipnja 2010. pod sloganom Hrvatska to može progutati!. Tema je bila sloboda seksualnog izražavanja i različitost seksualnih praksi. Po prvi je put predsjednik države primio organizacijski odbor Zagreb Pridea. Uz samu manifestaciju održan je i protuprosvjed, a zabilježeno je i nekoliko napada na sudionike.

### Povorka ponosa 2011.
Jubilarni deseti Zagreb Pride održan je 18. lipnja 2011. pod sloganom I budućnost je naša. U najmasovnijoj povorci od 2002. godine kojom je proslavljeno prvih deset Povorki ponosa sudjelovalo je oko dvije tisuće ljudi, među njima i brojne javne osobe. Snažan odaziv djelomice je bio i reakcija na nerede koji su se tjedan ranije dogodili na splitskoj povorci ponosa.

### Povorka ponosa 2012.
Jedanaesti Zagreb Pride održan je 16. lipnja 2012. te je bio posvećen pravu na obitelj istospolnih parova. Slogan povorke glasio je Imamo obitelj! Tisućljetni hrvatski san. Povorka po prvi put nije dobila financijska sredstva Grada Zagreba.

### Povorka ponosa 2013.
Dvanaesti Zagreb Pride održan je 15. lipnja 2013. pod sloganom Ovo je zemlja za sve nas. Bila je to najmasovnija povorka ikad održana s više od deset tisuća sudionika. Manifestacija je protekla bez izgreda.

### Povorka ponosa 2014.
Trinaesti Zagreb Pride održan je 14. lipnja 2014. pod sloganom Na pravoj strani povijesti. Povorka. Oko dvije tisuća osoba prošlo je tradicionalnom rutom od Trga žrtava fašizma, preko Trga bana Jelačića do Zrinjevca na kojem je održan i završni skup.

### Povorka ponosa 2015.
Četrnaesta Povorka ponosa održana je 13. lipnja 2015. pod sloganom Glasnije i hrabrije – Za antifašizam bez kompromisa! Bio je to odgovor na stalan porast desnog ekstremizma u politici i društvu. Te godine promijenjena je ruta Povorke te se otada završno okupljanje i programski dio Povorke održava u Parku Ribnjak umjesto na Zrinjevcu.

### Povorka ponosa 2016.
Petnaesta Povorka ponosa održana je 11. lipnja 2016. pod sloganom Još Hrvatska ‘ni propala. U proglasu je istaknuta borba za obranu izborenih prava i sloboda u kontekstu stalnih napada desnice na neprofitne medije, reproduktivna prava te prava LGBTIQ osoba. U okviru Tjedna ponosa premijerno je prikazan dokumentarni film Prajd za sve nas. Taj film u produkciji Zagreb Pridea govori o petnaest godina Povorki ponosa u Zagrebu, organizatorima Povorke te društvenom kontekstu u kojem je Povorka nastala i razvijala se. U samoj Povorci sudjelovalo je oko sedam tisuća osoba, a kretala se nepromijenjenom rutom.

### Povorka ponosa 2017.
Šesnaesta Povorka ponosa održana je 10. lipnja 2017. pod sloganom Slobodan život počinje ponosom! te je zabilježila najveći odaziv od 2013. godine. U proglasu povorke istaknuto je kako sloboda ovisi o socijalnim, ekonomskim i drugim čimbenicima i u okolnostima osigurane egzistencije i stabilnih materijalnih uvjeta. Povorci ponosa prvi je put prethodio Mjesec ponosa (umjesto Tjedna ponosa) koji je počeo na Međunarodni dan borbe protiv homofobije i transfobije (IDAHOT) 17. svibnja kao kulturna i politička manifestacija LGBTIQ zajednice.

### Povorka ponosa 2018.
Sedamnaesta Povorka ponosa održana je 9. lipnja 2018. pod sloganom Da nam živi, živi rod! Okupila je preko deset tisuća sudionika. Povorkom je tematiziran rodni identitet, rodno izražavanje te pravo svake osobe na samoodređenje. U povorci su sudjelovali brojni mladi ljudi.

### Povorka ponosa 2019.
Osamnaesta Povorka ponosa održana je 8. lipnja 2019. uz slogan 18 ponosnih godina.

### Povorka ponosa 2020.
Devetnaesta Povorka ponosa iznimno je, umjesto u lipnju, održana 19. rujna 2020. zbog protuepidemijskih mjera u vezi s COVID-om 19. Slogan povorke glasio je Sloboda unutar i izvan četiri zida. Povorka je po prvi put krenula s Markovog trga, potom se sa Strossa spustila na Mesničku te u Ilicu pa Draškovićevom završila na Ribnjaku uz prigodno druženje i glazbu lokalnih DJ-ica u suradnji s Art Parkom i Animafestom.

## Tjedan/mjesec ponosa
Do 2017. organiziran je tjedan ponosa (engl. Pride Week) s političkim, aktivističkim, kulturnim i zabavnim događanjima, kao i raznim tribinama, seminarima, izložbama, performansima, koncertima, filmskim projekcijama i sl. Zbog brojnosti i raznolikosti programa Tjedan ponosa je u 2017. organiziran i preimenovan u Mjesec ponosa.

## Javne osobe na povorci
Uz navedene javne osobe na zagrebačkim su prideovima sudjelovali i Jelka Glumičić, Sanja Sarnavka, Gordana Lukač-Koritnik, Mirela Holy, Čedo Prodanović, Predrag Matvejević, Nela Pamuković, Urša Raukar, Drago Pilsel, Mario Kovač, Zrinka Vrabec Mojzeš, Daniela Trbović, Nina Violić, Edo Popović, Mile Kekin i drugi.

## Simbolika
Uz zastave duginih boja sastavni dio svake povorke su i transparenti s različitim porukama. U Zagrebu su se mogli vidjeti sljedeći natpisi: Ljubav je ljubav, Gej je okej, Ponosan sam peder, Ljubav sve pobjeđuje, Psi laju - prideovi prolaze, Hrvatska će biti katolička kao Španjolska, Gay, a ne zločinac, Homofobija je stvar izbora, Nemamo oružje, ali imamo srce, I moj tata je branitelj, Ljubav je u tisuću boja, Žena, majka, kraljica, Ljubi, ljubi pedera, Uništimo fašizam, podižimo aktivizam!, Ustajte prezrene u svijetu, Diskriminacija nije hobi.

## Kronologija
| Godina | Datum      | Ime povorke                                                     | Krilatica                                | Tema                                                                                    | Sudionici |
| ------ | ---------- | --------------------------------------------------------------- | ---------------------------------------- | --------------------------------------------------------------------------------------- | --------- |
| 2002.  | 29. lipnja | Gay Pride Zagreb 2002.                                          | Iskorak KONTRA Predrasuda                | Coming out                                                                              | 200       |
| 2003.  | 28. lipnja | Zagreb Pride 2003.                                              | Opet ponosno                             | Antidiskriminacijsko zakonodavstvo.                                                     | 300       |
| 2004.  | 19. lipnja | Povorka ponosa Zagreb Pride 2004.                               | Vive la différence (Živjela različitost) | Homofobija katoličke crkve i transrodna prava.                                          | 300       |
| 2005.  | 10. srpnja | Zg Pride 2005.                                                  | Ponosne/i zajedno                        | Registrirano partnerstvo.                                                               | 100       |
| 2006.  | 24. lipnja | Povorka ponosa LGBTIQ osoba Internacionala Pride 2006., Zagreb  | Živ(j)eti slobodno (na 13 jezika)        | Sloboda okupljanja.                                                                     | 250       |
| 2007.  | 7. srpnja  | Povorka ponosa LGBTIQ osoba Zagreb Pride 2007.                  | Svi na Pride! Sve na Pride!              | Vidljivost LGBT osoba i simbolično “preuzimanje” javnih površina.                       | 400       |
| 2008.  | 28. lipnja | Povorka ponosa LGBTIQ osoba Zagreb Pride 2008.                  | Imaš hrabrosti!                          | Moć zajedništva.                                                                        | 600       |
| 2009.  | 13. lipnja | Povorka ponosa LGBTIQ osoba Zagreb Pride za otvoreni grad 2009. | Sudjeluj!                                | Sudjelovanje za zgradu zagrebačke LGBTIQ zajednice.                                     | 800       |
| 2010.  | 19. lipnja | Povorka ponosa LGBTIQ osoba Zagreb Pride 2010.                  | Hrvatska to može progutati               | Sloboda seksualnog izražavanja i različitost seksualnih praksi.                         | 1.200     |
| 2011.  | 18. lipnja | Povorka ponosa LGBTIQ osoba Zagreb Pride 2011.                  | I budućnost je naša!                     | Deseti Zagreb Pride, budućnost povorke.                                                 | 3.800     |
| 2012.  | 16. lipnja | Povorka ponosa LGBTIQ osoba Zagreb Pride 2012.                  | Imamo obitelj, tisućljetni hrvatski san  | LGBTIQ obitelji.                                                                        | 4.000     |
| 2013.  | 15. lipnja | Povorka ponosa LGBTIQ osoba i obitelji Zagreb Pride 2013.       | Ovo je zemlja za sve nas                 | Prosvjed protiv referendumske inicijative o ustavnoj definiciji braka.                  | 15.000    |
| 2014.  | 14. lipnja | Povorka ponosa LGBTIQ osoba i obitelji Zagreb Pride 2014.       | Na pravoj strani povijesti               | Solidarnost u borbi za jednakopravnost i dostojanstvo svih ljudi u Republici Hrvatskoj. | 2.000     |

## Vanjske poveznice
- Zagreb Pride
- Lezbijska grupa Kontra  Arhivirana inačica izvorne stranice od 10. lipnja 2007. (Wayback Machine)
- Iskorak - Centar za prava seksualnih i rodnih manjina